# Burg Wildsberg
Die Burg Wildsberg ist eine abgegangene Burg in der Gemarkung von Heina, einem Ortsteil der Gemeinde Morschen im nordhessischen Schwalm-Eder-Kreis. Von der einstigen Burganlage sind keinerlei sichtbaren Reste erhalten.

## Geographie
Die Lage der verschwundenen Burg ist bisher unbestimmt. Es wird jedoch angenommen, dass sie östlich der Fulda etwa 1,5 km nordwestlich von Heina, auf 378 m Höhe auf dem sogenannten „Franzosenkopf“, einem südwestlichen Ausläufer des Wildsberges, unmittelbar am westlichen Rand der heutigen Gemarkung von Heina lag. Oberirdische Spuren sind dort allerdings nicht mehr vorhanden. Angeblich sollen Steine der aufgegebenen Burg zum Kirchbau in Heina genutzt worden sein. Neuzeitlicher Wegebau brachte auch erhebliche Veränderungen des dortigen Geländes mit sich. In den Lidardaten finden sich keine zuordenbare Verwerfungen, so dass es sich um ein Festes Haus ohne größere burgartige Befestigungen gehandelt haben könnte.

## Geschichte
Zur Gestalt der 1196 als „castrum Wildesberc“ und „Weldesberc“ erstmals urkundlich erwähnten Burg sind keine Angaben bekannt, und auch zu ihrer Geschichte gibt es kaum Hinweise. Bauherren waren vermutlich die Grafen von Ziegenhain, die bis 1279 auch Stiftsvögte der Abtei Fulda waren. Die Burg sollte wohl dort im Osten ihres Herrschafts- und Vogteibereiches die unterhalb gelegenen Fulda-Furten bei Binsförth und Beiseförth und somit die Handelsstraßen von Malsfeld nach Spangenberg und von Altmorschen nach Spangenberg (Teilstück der Altstraße Durch die langen Hessen) und die Verbindung zu ihrer Stammburg Reichenbach überwachen und sichern. Ein Weiler und eine Kapelle sollen sich in der Nähe der Burg befunden haben.
Im Jahre 1213 nannte sich Graf Heinrich III. von Ziegenhain aus der Reichenbacher Linie u. a. auch „von Wildsberg“. 1214 traf er sich bei seiner diesmal „Wildenberg“ genannten Burg mit Burgmannen, Ministerialen und Vertretern des Klosters Haina, um dem Kloster seine umfangreichen Schenkungen zu bestätigen. Bald darauf setzte er ein Ministerialengeschlecht als Burgmannen ein, das sich „von Wildsberg“ nannte und bis 1263 belegt ist. Mit der wohl kurz nach 1220 durch Graf Ludwig I. von Ziegenhain erfolgten Belehnung der Herren von Treffurt mit dem Gebiet um Spangenberg erlangte ein Zweig dieser Familie die Vorherrschaft in der Gegend; sie nannten sich schon bald nach der von ihnen 1238 vollendeten Burg Spangenberg. Da die Burg Reichenbach bereits 1233 von den Ziegenhainern an die Ludowinger Landgrafen von Thüringen gefallen war, verloren sie ihr Interesse an diesem Gebiet und ließen ihren Spangenberger Lehnsmannen weitgehend freie Hand. Die Burg Wildsberg verlor somit ihre Bedeutung und wurde 1266 ein letztes Mal urkundlich erwähnt. Das Burgmannengeschlecht wurde bereits 1263 mit Hartradus von Wildenberg letztmals bekundet. Die Burg verfiel und wurde wohl von den Einwohnern der Dörfer Heina und Adelshausen als Steinbruch genutzt. „Wildsberg“ wurde danach nur noch als Wüstung bezeichnet.